# Jimmy Borland
Jimmy Borland, född 25 mars 1910, död 31 januari 1970, var en brittisk ishockeyspelare.
Borland blev olympisk guldmedaljör i ishockey vid vinterspelen 1936 i Garmisch-Partenkirchen.